# Hastings (Nueva York)
Hastings es un pueblo (subdivisión administrativa equivalente a un municipio) del condado de Oswego, estado de Nueva York, Estados Unidos. Según el censo de 2020, tiene una población de 9342 habitantes.
En el estado de Nueva York los towns (literalmente, "pueblos") son corporaciones municipales y constituyen las subdivisiones administrativas de cada condado, de manera muy similar a los townships de otros estados.

## Geografía
El municipio está ubicado en las coordenadas 43°19′13″N 76°9′24″O / 43.32028, -76.15667 (43.32035, -76.156552).

## Demografía
Según la Oficina del Censo, en 2000 los ingresos medios por hogar en la región eran de $40,085 y los ingresos medios por familia eran de $46,722. Los hombres tenían unos ingresos medios de $35,380 frente a los $24,958 para las mujeres. Los ingresos per cápita en la zona eran de $17,931. Alrededor del 10% de la población estaba por debajo del umbral de pobreza.
De acuerdo con la estimación 2015-2019 de la Oficina del Censo, los ingresos medios por hogar en la región son de $57,374 y los ingresos medios por familia son de $71,008.  Los ingresos per cápita en la zona en los pasados doce meses, medidos en dólares de 2019, son de $31,332.  Alrededor del 13.5% de la población está por debajo del umbral de pobreza.